# Kanzlermappe
Die Kanzlermappe ist eine zweimal täglich vom Bundespresseamt (BPA) erstellte Sammlung von Zeitungsberichten, die dem Bundeskanzler zur Lektüre vorgelegt wird. Aus mehreren in- und ausländischen Zeitschriften und Zeitungen werden Artikel redaktionell zusammengesucht. Die Kanzlermappe dient der schnellen Information des Bundeskanzlers über aktuell in den Medien berichtete Themen und den Verlauf der Debatten. Auch andere Regierungsmitglieder erhalten ein Exemplar der Mappe.
Die Erstellung der Mappe beginnt um 4:30 bis 5:00 Uhr morgens. Mitarbeiter des Bundespresseamtes beginnen mit der Analyse von Zeitungen und der Selektion der relevanten Artikel. Die Kanzlermappe muss bis 7:00 Uhr fertig auf dem Schreibtisch des Bundeskanzlers im Bundeskanzleramt liegen. Um sicherzustellen, dass sie nicht aufgehalten wird, trägt sie die Aufschrift Sofort auf den Tisch. Je nach Terminplan des Kanzlers werden von den ausgewählten Zeitungsartikeln Zusammenfassungen erstellt. In der Kanzlermappe sind zwischen 100 und 150 Artikel enthalten. Über weitere Nachrichten während des laufenden Tages werden der Bundeskanzler, sein Pressesprecher und weitere Personen aus der Regierung und den Ministerien durch das Newscenter des BPA per SMS informiert. Dafür arbeiten im Newscenter Mitarbeiter des BPA im Schichtbetrieb.
Jeder Bundeskanzler hatte seine eigenen Angewohnheiten bei der Nutzung der Kanzlermappe. Helmut Schmidt wollte neben den ausgeschnittenen Artikeln auch selbst in den Zeitungen (sog. Ganzstücke) blättern, um aus der Position der Artikel in den Zeitungen Rückschlüsse auf die Relevanz der Themen zu ziehen. Bei Helmut Kohl wurden auch Beiträge aus der Tageszeitung seiner Heimatregion, Die Rheinpfalz aus Ludwigshafen, berücksichtigt. Angela Merkel las die Kanzlermappe digital auf dem iPad.